# Mambo a Go Go
Mambo a Go Go, è un videogioco musicale prodotto da Konami come parte del loro franchise di giochi BEMANI. I giocatori devono battere ritmicamente i tamburi di conga mentre le note colorate cadono dalla parte superiore dello schermo. Ci sono 3 tamburi, ciascuno diviso in tre sezioni, dando ai giocatori un massimo di nove posti da colpire.
Il gioco presenta prevalentemente musica latina tra cui "Mambo No. 5", "La Bamba" e "El Bimbo", la canzone che è servita come base per "El Ritmo Tropical" utilizzata nella serie Dance Dance Revolution.
Mambo a Go Go è probabilmente uno dei giochi BEMANI più oscuri rilasciati, poiché è stato oscurato da un altro gioco musicale prodotto da Sega; Samba de Amigo. Nonostante ciò, alcune canzoni come "Gamelan de Couple" e "La Bamba" erano abbastanza popolari da fare apparizioni in altri giochi della serie BEMANI come beatmania, Dance Dance Revolution.
Un'uscita di Mambo a Go Go negli Stati Uniti con il titolo di Mambo King è stata pianificata, ma non si è mai materializzata.

## Recensione
In Giappone, Game Machine ha elencato Mambo a Go Go nel loro numero del 1 settembre 2001 come l'undicesimo gioco arcade dedicato di maggior successo del mese.